# ヘンリー・フィールディング

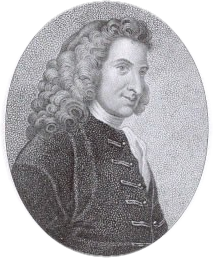
ヘンリー・フィールディングの肖像画

ヘンリー・フィールディング（Henry Fielding, 1707年4月22日 - 1754年10月8日）は、18世紀イギリスの劇作家、小説家、治安判事である。小説『トム・ジョウンズ』が代表作で、「イギリス小説の父」と呼ばれる。

## 生涯
サマセット州シャーパム生まれ。伯爵家の末裔で、父は軍人であった。イートン校で学んだ後、ロンドンに出て劇作家になり、風刺の効いた芝居を書いて人気を博した。フィールディングの政治批判によって演劇取締りが厳しくなったため、弁護士に転身し、その傍ら、小説を書き始めた。また、新聞の編集長になり、当時のウォルポール内閣を批判した。フィールディングらの度重なる政権批判の風刺劇を取り締まるために1737年には、上演を制限する演劇検閲法（Licensing Act）が発布され、この影響で演劇の文学的重要性が弱まり、代わりに小説がより注目されるようになった。
1747年にボウ・ストリート治安判事裁判所（英語: Bow Street Magistrates' Court）の判事に就任し、翌年ウェストミンスターの治安判事に任命された。もともと無給だったコンスタブル（Constable）に定期的な給料を与えて組織化したボウ・ストリート巡察隊（英語: Bow Street Runners）を結成し、犯罪を減少させた。同隊はイギリス近代警察への第一歩とされている。1749年に代表作『トム・ジョウンズ』を発表した。その後、病気が悪化したため、リスボンに転地療養に出かけ、そこで没した。
妹サラ・フィールディング (Sarah Fielding) 、従姉妹のメアリー・モンタギュー (Lady Mary Montagu) も小説を残している。

## 主な作品

### 小説
- シャミラ（ShamellaもしくはAn Apology for the Life of Mrs Shamela Andrews）1741年　能口盾彦訳、朝日出版社（1985年）
- ジョウゼフ・アンドルーズ（The History of the Adventures of Joseph Andrews）1742年　朱牟田夏雄訳、岩波文庫（全2巻）
- ジョナサン・ワイルド（The Life and Death of Jonathan Wild, the Great）1743年
  - 『快盗一代記  ジョナサン・ワイルド』村上至孝訳、世界文学社〈世界文学叢書53〉（1949年）
  - 『大盗ジョナサン・ワイルド伝』袖山栄真訳、集英社〈世界文学全集6　悪漢小説集〉（1979年）
- トム・ジョウンズ（捨て子トム・ジョウンズの物語、The History of Tom Jones, a Foundling） 1749年　朱牟田夏雄訳、岩波文庫（全4巻）
- この世より来世への旅（A Journey from This World to the Next）1749年
  - 『この世からあの世への旅』三谷法雄訳、近代文藝社（2010年）[3]
- アミーリア（Amelia） 1751年　三谷法雄訳、近代文藝社（2016年）
- リスボン航海記（Journal of a Voyage to Lisbon、Travel Narrative） 1755年
  - 『リスボン渡航記』鳥居塚正訳、ニューカレントインターナショナル（1990年）

### 戯曲
- 恋の種々相 (Love in Several Masques)　1728年
- 強姦騒ぎの顛末 (Rape upon Rape)　1730年 のちに『コーヒー店の政治家』（The Coffee-House Politician）に改題
- 法学院の伊達男 (The Temple Beau)　1730年
- 作家の笑劇 (The Author's Farce)　1730年
- 悲劇中の悲劇、親指トム一代記 (The Tragedy of Tragedies; or, The Life and Death of Tom Thumb)　1731年
- グラブ街オペラ (Grub-Street Opera)　1731年
- 今風亭主 (The Modern Husband)　1731年
- コヴェント・ガーデンの悲劇 (The Covent Garden Tragedy)　1732年
- イングランドに現れたドン・キホーテ (Don Quixote in England: A Comedy)　1734年
- 落首 (Pasquin)　1736年
- 1736年の歴史的記憶 (The Historical Register for the Year 1736)　1737年

### その他
- 女の扮する夫の話（The Female Husband）三谷法雄訳『愛知文教大学比較文化研究』1（1999年）[4]

## 主な日本語文献
- 一ノ谷清美『ヘンリー・フィールディング　ミセラニーズ　詩とエッセイ』英宝社、2017年
- 齊藤重信 『物語が語る語り手　フィールディング文学の味を読む』近代文藝社、1998年
- 澤田孝史 『ヘンリー・フィールディング伝』春風社、2010年
- 朱牟田夏雄 『フィールディング』〈新英米文学評伝叢書〉研究社、新版1967年
- 三谷法雄 『ヘンリ・フィールディングの小説』松柏社、1980年